# QVC
QVC是美国最大的电视购物公司，成立于1986年，总部位于美国宾夕法尼亚州威彻斯特，其旗下频道通过地面、卫星、有线电视及互联网面向全球多国播出。“QVC”的名称源自“Quality, Value, Convenience”（质量、价格、便捷）的首字母缩写。

## 历史与发展
QVC成立于1986年6月13日，同年11月24日19:30（美国东部时间）正式开播。起初QVC只有在周末全天播出，周一至周五的节目只在晚间播出，直到1987年改为24小时播出。1989年，QVC收购了其最大竞争对手CVN。1995年，传媒巨头康卡斯特成为了QVC的最大股东。2003年，康卡斯特将持有的QVC股份全部出售给自由媒体，QVC成为自由媒体的子公司。2007年，QVC更换了1994年开始使用的商标，新商标一直沿用至今。2013年，QVC推出延时3小时的回放频道“QVC Plus”。
2015年8月17日，家庭购物公司Liberty Interactive Corp.旗下的QVC部门以26亿美金收购Zulily Inc.。

## 各地分支

### QVC US
通常只称作QVC，1986年11月24日开播。2009年5月开播高清版本，全天24小时直播购物节目（圣诞节除外）。

### QVC UK
QVC与英国天空广播合作开办的电视频道，1993年10月1日开播，每天提供17小时直播购物节目（圣诞节除外）。除主频道外，QVC UK还提供了QVC Beauty、QVC Style和QVC Extra三个频道。

### QVC Germany
QVC的德国版本，总部位于德国杜塞尔多夫，1996年12月1日开播，每天提供17小时直播节目（平安夜下午至圣诞节早晨除外）。

### QVC Japan
由QVC与日本三井物产成立的合资公司“株式会社QVC Japan”（株式会社QVCジャパン）运营的电视频道，总部位于日本千叶县千叶市，2001年4月1日开播，通过“Sky PerfecTV!”卫星平台及有线电视播出。另外，QVC Japan的节目也通过BS日视、BS11和BS12频道播出。在2011年3月11日东日本大地震发生后，QVC Japan的节目一度停播，直到3月23日恢复。

### QVC Italy
总部位于意大利布鲁盖廖，2010年8月30日成立，同年10月开播，每天提供17小时直播购物节目（圣诞节除外）。

### QVC France
总部位于法国巴黎郊外，2015年8月1日开播。

### QVC China
2012年，中国中央人民广播电台与QVC China（QVC中国控股公司）合作，组建合资公司“央广幸福购物（北京）有限公司”。QVC持有该公司49%的股份，通过“央广购物”频道（2009年6月开播，原名“幸福购物”）及其相关网站在华运营多媒体零售业务。